# Phanerosorus
Phanerosorus is een geslacht van twee soorten varens uit de familie Matoniaceae.
Het geslacht wordt gekenmerkt door waaiervormig samengestelde, diep gelobde bladen, met smalle deelblaadjes met stevige middennerf. De sporendoosjes dragen een schuine annulus (een lijn van bijzondere, verdikte cellen van de sporangiumsteel tot de top, die een rol speelt bij het openen van het sporendoosje). De solitaire sporenhoopjes worden afgedekt met een dik, schildvormig dekvliesje.

## Naamgeving en etymologie
De botanische naam Phanerosorus is afgeleid van Oudgrieks φανερός, phaneros (zichtbaar, duidelijk) en σωρός, sōros (sporenhoopje).

## Soortenlijst
Het geslacht telt twee soorten:
- Phanerosorus major Diels (1932)
- Phanerosorus sarmentosus (Bak.) Copel. (1909)

Geslacht: Konijnenburgia †

Soorten: K. alata · K. bohemica · K. galleyi · K. latifolia

Geslacht: Matonia

Soorten: M. foxworthyi · M. pectinata

Geslacht: Nathorstia †

Soort: N. angustifolia · N. fascia 

Geslacht: Phanerosorus

Soorten: P. major · P. sarmentosus 

Geslacht: Phlebopteris †

Soorten: P. angustiloba · P. braunii · P. elegans · P. hirsuta · P. polypodioides · P. smithii